# Escuela Naval (Brasil)
La Escuela Naval (EN) MHSE • GCIH es una institución de enseñanza superior de la Marina de Brasil que tiene por objetivo formar mental y físicamente a los jóvenes brasileños que ocuparán los puestos iniciales de las carreras de Oficiales de Cuerpos de la Armada, de Fusileros Navales y de Intendentes de Marina.
Se ubica en la Isla de Villegagnon, en Río de Janeiro, y anualmente organiza un proceso selectivo a nivel nacional ofreciendo alrededor de 30 vacantes para aspirantes. Quienes aprueban la selección se sumarán a los alumnos oriundos del Colegio Naval.
Fundada en Lisboa en 1782, por la reina María I de Portugal con el nombre de Academia Real de Guardas-Marinha, fue trasladada para Río de Janeiro en 1808 como consecuencia del traslado de la corte portuguesa al Brasil y permaneció en el país luego de la declaración de independencia en 1822. Instalada inicialmente el Monasterio de São Bento hasta 1832, tuvo desde entonces varias mudanzas hasta establecerse en 1938 en la Isla de Villegagnon. En 1886, la institución recibió el nombre de "Escuela Naval".